# عباس يالس الثاني (طراح)
عباس يالس الثاني (بالفارسية: عباس‌یالس دو) هي قرية تقع في إيران في قسم طراح الريفي. يقدر عدد سكانها بـ 306 نسمة .